# Glossotrophia adenensis
Glossotrophia adenensis är en fjärilsart som beskrevs av Edward P. Wiltshire 1986. Glossotrophia adenensis ingår i släktet Glossotrophia och familjen mätare. Inga underarter finns listade i Catalogue of Life.